# Телефонний довідник

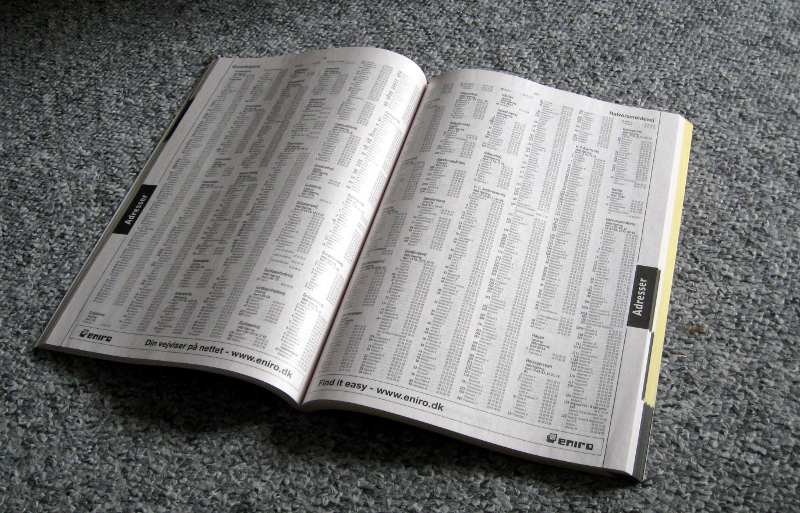
Телефонний довідник «білі сторінки».

Телефонний довідник (англ. telephone directory; тут directory як і в інших словосполученнях можна перекладати також як каталог}, який зазвичай називають телефонною книгою, телефонною адресною книгою або білими та жовтими сторінками, є списком телефонних абонентів у географічній зоні або абонентів послуг, що надаються організацією, яка видає довідник. Його призначення — дозволити знайти номер телефону абонента, ідентифікованого за ім'ям та адресою.
Поява Інтернету, пошукових систем і смартфонів у 21 столітті значно зменшила потребу в паперовій телефонній книзі.  Деякі громади, такі як Сіетл і Сан-Франциско, прагнули заборонити їх несанкціоноване розповсюдження як марнотратне, небажане та шкідливе для навколишнього середовища. 

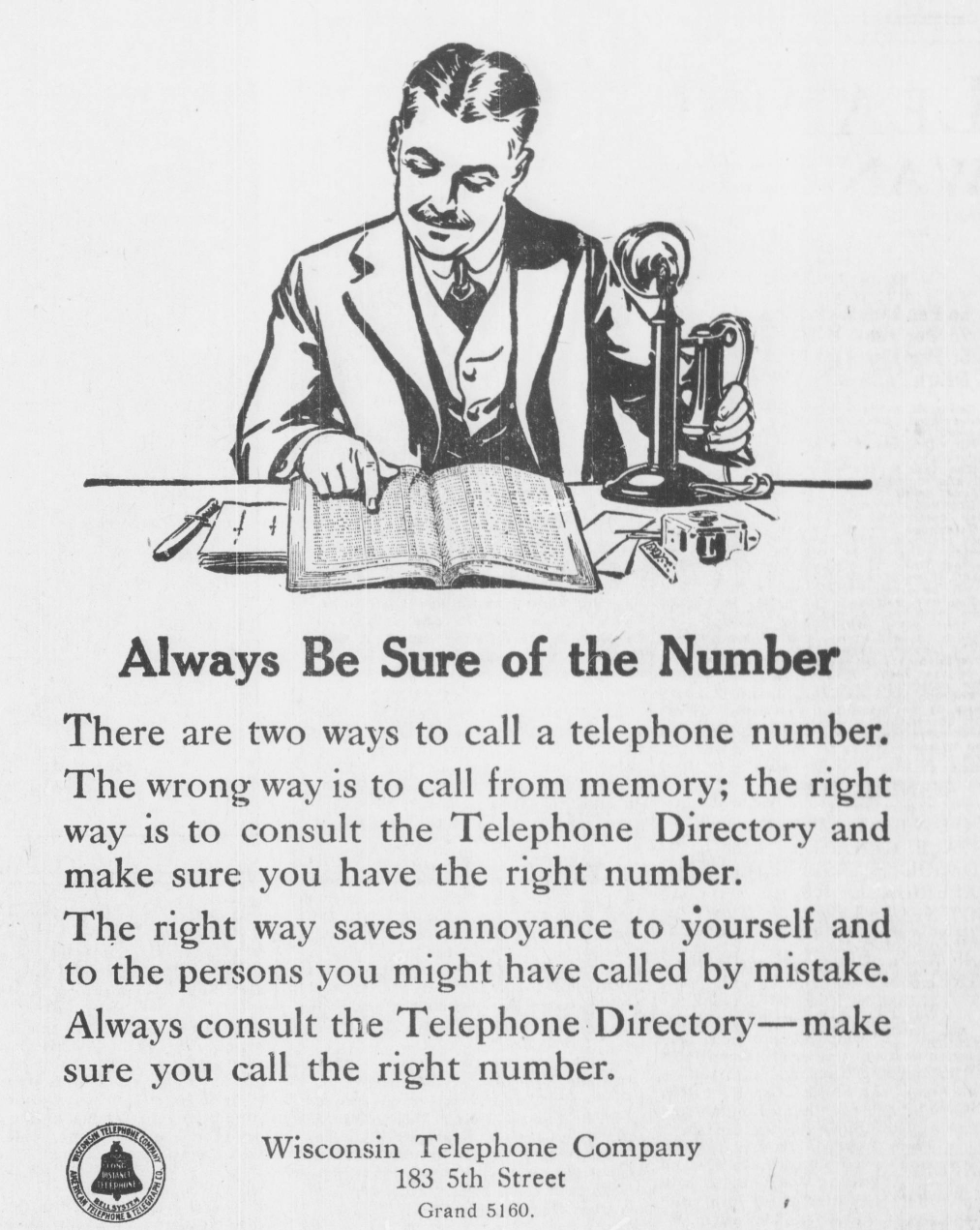
"Завжди будьте впевнені в номері" — реклама 1916 року

Слоган "Let Your Fingers Do the Walking" ("Нехай ваші пальці роблять прогулянку") стосується використання телефонних книг. Докладніше про цей слоган і відповідний логотип в статті Жовті сторінки.

## Зміст
Імена абонентів зазвичай записуються в алфавітному порядку разом із поштовою або вуличною адресою та номером телефону. У принципі, кожен абонент у зоні географічного покриття вказується, але абоненти можуть вимагати виключення свого номера з довідника, часто за окрему плату; тоді їх номер називають "незареєстрованим" (США та Канада), "колишнім в довіднику / поза довідником" (британська англійська) або "приватним" (Австралія та Нова Зеландія).
Телефонний довідник також може надавати інструкції: як користуватися послугами телефонного зв’язку, як набрати певний номер, місцевий чи міжнародний, які номери використовувати , щоб зателефонувати до важливих і екстрених служб, комунальних послуг, лікарень, лікарів та організацій, які можуть надати підтримку в кризових ситуаціях. Він також може містити інформацію про цивільну оборону, управління в надзвичайних ситуаціях або першу медичну допомогу. Там можуть бути карти громадського транспорту, довідники з поштовими індексами, міжнародні телефонні коди або схеми розсаджування на стадіоні, а також реклама.
У США згідно з чинними правилами та практикою списки мобільних телефонів і голосового зв’язку через IP не включаються до телефонних довідників. Зусилля зі створення стільникових довідників наштовхнулися на жорсткий опір з кількох боків, у тому числі тих, хто намагався уникнути телемаркетингу.

## Типи
Телефонний довідник і його зміст можна впізнати за кольором паперу, на якому він надрукований.
- Білі сторінки зазвичай позначають персональні або алфавітні списки.
- Жовті сторінки, золоті сторінки, A2Z (від А до Я), або класифікований довідник зазвичай є "бізнес-довідник", де підприємства перераховані в алфавітному порядку в межах кожної з багатьох класифікацій (наприклад, "юристи"), майже завжди з платною рекламою.
- Сірі сторінки[en], які іноді називають "зворотним телефонним довідником", що дозволяють знайти інформацію про абонента для певного номера. Доступно не в усіх юрисдикціях. (Ці списки часто публікуються окремо, у міському довіднику або під іншою назвою за певну ціну та надаються комерційним і державним установам).

Інші кольори можуть мати інші значення; наприклад, інформація про державні установи часто друкується на синіх або зелених сторінках.

## Публікація
Телефонні довідники можуть бути видані в друкованому або електронному вигляді. В останньому випадку довідник може бути на фізичному носії, такому як компакт-диск (CD-ROM), або використовуватися за допомогою онлайн-сервісу через фірмові термінали чи через Інтернет. 
У багатьох країнах довідники публікуються як у вигляді книг, так і доступні в Інтернеті. Друковані довідники зазвичай надаються безкоштовно.

## Телефонні довідники на компакт-дисках
Телефонні довідники на компакт-дисках Selectphone виробництва ProCD Inc. і PhoneDisc  виробництва Digital Directory Assistance Inc були одними з перших таких продуктів. Пошук абонента за допогою цих компакт-дисків не був питанням одного кліка: PhoneDisc, залежно від поєднання виду видання Residential (за адресою), Business (бізнес-довідник) або обох, включав до восьми CD-ROM. У SelectPhone було менше CD-ROM: п'ять.
Обидва довідники забезпечували функцію зворотного пошуку (за номером телефону або адресою), хоча й залучали для пошуку до восьми компакт-дисків.

## Інтернет
Комбінацію пошуку телефонних номерів разом із доступом до Інтернету пропонували деякі постачальники послуг; VoIP (голос через IP) був додатковою функцією. 

## Історія

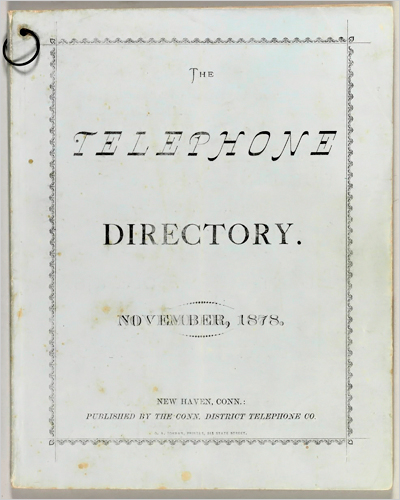
Перший телефонний довідник, надрукований у Нью-Гейвені, штат Коннектикут, США, у листопаді 1878 року.

Телефонні довідники є різновидом міських довідників. Книги зі списком жителів цілого міста почали масово публікувати, починаючи з 18 століття, до винайдення телефону.
Перший телефонний довідник, що складався з одного шматка картону, був виданий 21 лютого 1878 року; у ньому перелічено 50 осіб, компаній та інших офісів у Нью-Гейвені, штат Коннектикут, які мали телефони. Довідник не був упорядкований за алфавітом і не включав номери людей, перерахованих у ньому. У 1879 році доктор Мозес Грілі Паркер запропонував змінити формат телефонного довідника таким чином, щоб абоненти відображалися в алфавітному порядку, а кожен телефон ідентифікувався номером. Паркер прийшов до цієї ідеї через побоювання, що чотири оператори Лоуелла, штат Массачусетс, захворіють на кір і не зможуть підключити телефонних абонентів один до одного.
Перший британський телефонний довідник був опублікований 15 січня 1880 року компанією The Telephone Company (раніше Electric Telegraph Company). Він містив 248 імен і адрес приватних осіб і компаній у Лондоні; телефонні номери на той момент не використовувалися, оскільки абонентів запитували на комутаторі по імені. Довідник зберігається як частина британської колекції телефонних книг в BT Archives (архів BT Group plc (раніше British Telecom)).
Компанія Reuben H. Donnelly стверджує , що вона опублікувала перший класифікованний довідник або жовті сторінки в Чикаго, штат Іллінойс, у 1886 році.
У 1938 році AT&T замовила створення нового шрифту, відомого як Bell Gothic, мета якого полягала в тому, щоб його можна було читати з дуже малими розмірами шрифту під час друку на газетному папері, де невеликі дефекти були звичайними явищами.
У 1981 році Франція стала першою країною, яка мала електронний телефонний довідник складовою частиною онлайн-служби Minitel, в якій абонентське з'єднання здійснювалося через проводову телефонну мережу за допомогою модема. Довідник називався "11" за номером телефону доступу.
У 1991 році Верховний суд США постановив (у справі Feist Publications, Inc., v. Rural Telephone Service Co), що телефонні компанії не мають авторського права на списки телефонів, оскільки авторське право захищає творчість, а не працю зі збору наявної інформації.
Наприкінці липня 1995 року корпорація Kapitol SA  відкрила веб-сайт Infobel.be.  На той час Infobel був першим веб-сайтом телефонного довідника, запущеним у тоді ще зароджуваному Інтернеті. У 1996 році в США з'явилися перші телефонні довідники. Yellowpages.com і Whitepages.com почали працювати в квітні. У 1999 році у Великій Британії з’явилися перші онлайн-телефонні довідники та сайти пошуку людей, такі як LookupUK.com. У 2003 році на LocateFirst.com став доступний розширеніший пошук у Великобританії, включаючи список виборців.
У 21 столітті друковані телефонні довідники все частіше критикують як марнотратство. У 2012 році після того, як деякі північноамериканські міста прийняли закони, що забороняють розповсюдження телефонних книг, галузева група корпорацій, які друкували телефонні довідники, подала до суду та отримала рішення суду, яке дозволяло продовжувати розповсюдження. У 2010 році виробництво та розповсюдження телефонних довідників призвело до викиду понад 1 400 000 метричних тонн парникових газів і споживання понад 600 000 тонн паперу щорічно.

## Зворотні телефонні довідники
Зворотний телефонний довідник сортується за номером телефону, тому ім’я та адреса абонента шукаються за номером телефону. 